# 冈格尔特
冈格尔特（德語：Gangelt，發音：[ˈɡaŋl̩t]）是德国北莱茵-威斯特法伦州科隆行政区海因斯贝格县的市镇，西与荷兰接壤，面积48.72平方千米，2023年12月31日人口为13,388人。